# John F. Driggs
John Fletcher Driggs, född 8 mars 1813 i Kinderhook, New York, död 17 december 1877 i Saginaw County i Michigan, var en amerikansk republikansk politiker. Han var ledamot av USA:s representanthus 1863–1869.
Driggs var verksam som bland annat mekaniker i New York och flyttade 1856 till Michigan där han var verksam inom fastighetsbranschen. År 1863 tillträdde han som kongressledamot och efterträddes 1869 av Randolph Strickland.